# 丸協食産
株式会社丸協食産（まるきょうしょくさん）は、長崎県佐世保市に本社を置く企業。

## 沿革
- 1974年（昭和49年）5月1日 - 佐世保市にて有限会社丸協食産を設立。
- 1988年（昭和63年）12月1日 - 株式会社に改組。

## 拠点一覧
- 本社：長崎県佐世保市大塔町2002-10
- 鈴鹿工場：三重県鈴鹿市伊船町1948-6
- 佐世保営業所：長崎県佐世保市大塔町2002-15
- 福岡営業所：福岡県大野城市御笠川2丁目18-23
- 北九州営業所：北九州市小倉南区上吉田6丁目5-12
- 熊本営業所：熊本県熊本市南区近見8丁目6-23
- 大分営業所：大分県大分市大字具種字田代1080-1
- 広島営業所：広島県広島市南区比治山本町15-13
- 大阪営業所：大阪府大阪市淀川区西中島3丁目11番24号